# General Electric LM500
General Electric LM500 — двухвальный промышленный и морской газотурбинный двигатель производства GE Aviation, разработанный американской корпорацией General Electric в конце 70-х годов XX века. Его проектирование велось на основе конструкции двухконтурного турбореактивного двигателя General Electric TF34, созданного для американского палубного противолодочного самолёта S-3A компании Lockheed Martin.

## Конструкция
Двигатель LM500 имеет одновальный газогенератор, 14-ступенчатый компрессор, планетарный редуктор с частотой вращения от 1250 до 4000 оборотов в минуту и кольцевую камеру сгорания. Турбинный агрегат имеет две ступени, функции силовой турбины выполняет четырёхступенчатая турбина вентилятора с максимальной скоростью вращения 7000 оборотов в минуту. Для передачи крутящего момента вал силовой турбины пропущен сквозь ротор турбокомпрессора.
Текущая модификация двигателя LM500 выдаёт на валу мощность 6000 л. с. (4,47 МВт) с термическим КПД 32 % в стандартных условиях ISO. Этот двигатель используется в силовых установках на кораблях небольшого водоизмещения, таких как датские патрульные катера типа «Флювефискен» и быстроходные паромы.